# Васильев, Михаил Иванович (машиностроитель)
Михаил Иванович Васильев (27 октября 1917, Петроград, Российская республика — 14 мая 2010, Сестрорецк, Санкт-Петербург) — директор Сестрорецкого инструментального завода (1964—1981), первый Почётный гражданин Сестрорецка.

## Биография
Родился в 1917 году в семье красноармейца, участника Гражданской войны.
Окончил школу, техникум, на Сестрорецкий инструментальный завод поступил в 1936 году на должность технолога-нормировщика во втором цехе. В 1939 году был принят кандидатом в члены партии.
В 1939 году был призван в ряды Рабоче-Крестьянской Красной Армии. В 1943 году окончил Астраханское военно-пехотное училище. Во время Великой Отечественной войны служил командиром миномётного взвода запасного стрелкового полка. В 1942 году стал членом Всесоюзной коммунистической партии (большевиков). Семь лет военной службы на фронтах Финской и ВОВ.
После войны с января 1946 года работал помощником мастера, технологом, заместителем, а затем начальником цеха, начальником бюро заказов планово-диспетчерского отдела на Сестрорецком инструментальном заводе им. С. П. Воскова. В 1952 году был избран секретарём парткома завода. Был председателем Исполнительного комитета Сестрорецкого районного Совета народных депутатов, вторым и первым секретарём Сестрорецкого РК КПСС. В 1961 году был избран делегатом XXII съезда КПСС.
С 1964 по 1981 годы работал директором Сестрорецкого инструментального завода, который в те годы был крупнейшим градообразующим предприятием в районе. Возглавил редакционную коллегию, подготовившую к изданию книгу: Сестрорецкий инструментальный завод имени Воскова. 1721—1967 Очерки, документы, воспоминания. Л., 1968, с.570. Это наиболее полный сборник по истории Сестрорецкого района и завода к его 250-летию.
Неоднократно избирался депутатом Сестрорецкого районного Совета народных депутатов и Ленинградского городского Совета народных депутатов, несколько лет возглавлял городскую жилищную комиссию. На общественных началах работал председателем Общества охраны памятников Сестрорецкого района города Ленинграда.
На пенсии продолжал заниматься общественной работой — с 1987 по 1992 годы был первым председателем Совета ветеранов войны, труда, Вооружённых сил и правоохранительных органов Сестрорецкого района. Занимался краеведческой деятельностью.

Родители Михаила Ивановича Васильева — Надежда Ивановна и Иван Васильевич Васильевы — до начала войны жили в Сестрорецке, а когда началась блокада Ленинграда, переехали в Ленинград. Они, как брат и сестра Михаила Ивановича, не дожили до дня снятия блокады. В юности Михаил Васильев был прекрасным спортсменом. В Сестрорецке его знали как великолепного игрока в волейбол и баскетбол. Он много сил и времени отдавал изучению родного края и города Сестрорецка. На протяжении десятилетий собирал откытки, фотографии, редкие документы, которые сегодня стали основой экспозиции в музее истории края 434 школы в Разливе. Много материалов было передано в музей «Сарай» и Шалаш Ленина в Разливе. Несколько лет он возглавлял районное Общество по охране памятников истории и культуры. Был дружен с семьёй писателя Зощенко М. М.. Вещи знаменитого писателя, переданные М. И. Васильеву сыном писателя, сегодня хранятся в экспозиции библиотеки имени Зощенко в Сестрорецке.

14 мая 2010 года ушёл из жизни, а 17 мая был похоронен на Сестрорецком кладбище.

## Награды и звания
- Награждён орденом «За заслуги перед Отечеством» IV степени, орденом Ленина, орденом Октябрьской Революции, орденом Трудового Красного Знамени, многими медалями.
- В 2004 году решением Муниципального совета города Сестрорецка он первым был удостоен Почётного звания «Почётный гражданин города Сестрорецка».